# Новоспицевский
Новоспи́цевский — посёлок в составе сельского поселения Спицевский сельсовет Грачёвского района Ставропольского края Российской Федерации

## Варианты названия
- Посёлок откормсовхоза № 2 «Спицевский»[2]

## География
Расстояние до краевого центра: 55 км.
Расстояние до районного центра: 23 км.

## История
В 1972 г. Указом Президиума ВС РСФСР поселок откормсовхоза № 2 «Спицевский» переименован в Новоспицевский.

## Население
| 1989 | 2002 | 2010 | 2014 |
| ---- | ---- | ---- | ---- |
| 517  | ↘515 | ↘510 | ↘500 |

По данным переписи 2002 года в национальной структуре населения преобладают русские (87 %).

## Образование
- Детский сад № 9

## Эпидемиология
- Находится в местности, отнесенной к активным природным очагам туляремии[8]